# Corrigiola
Corrigiola es un género de plantas con flores con 27 especies que pertenece a la familia Caryophyllaceae, a veces incluida en Molluginaceae.

## Taxonomía
El género fue descrito por Carlos Linneo y publicado en Species Plantarum 1: 271. 1753. La especie tipo es: Corrigiola litoralis

## Especies
| - Corrigiola africana - Corrigiola albella - Corrigiola andina - Corrigiola barotsensis - Corrigiola capensis - Corrigiola crassifolia - Corrigiola deltoidea - Corrigiola drymarioides - Corrigiola glomeruliflora - Corrigiola imbricata - Corrigiola latifolia - Corrigiola linearis - Corrigiola litoralis | - Corrigiola littorea - Corrigiola madagascariensis - Corrigiola palaestina - Corrigiola paniculata - Corrigiola perez-larae - Corrigiola poeppigii - Corrigiola propinqua - Corrigiola psammatrophoides - Corrigiola repens - Corrigiola russelliana - Corrigiola squamosa - Corrigiola telephiifolia - Corrigiola vulcanica |